# Парк кладбища Копли
Парк кла́дбища Ко́пли (эст. Kopli kalmistupark) — парк в Таллине, столице Эстонии. Создан на месте бывшего кладбища Копли. С 1993 года является природоохранной зоной. Площадь парка — 8,7 га.

## Кладбище Копли
Кладбище было основано в 1774 году на северной окраине Ревеля. Оно было разделено на две части: западная часть использовалась для захоронения прихожан церкви Святого Николая, а восточная часть предназначалась для прихожан церкви Святого Олафа.
Кладбище выполняло свои функции на протяжении 170 лет для многих балтийских немцев, умерших в городе между 1774 и 1944 годами. С 1921 года на южной окраине кладбища находилось захоронение нижних чинов и офицеров Северо-Западной армии, в основном скончавшимся от тифа в коплиских военных госпиталях. В источниках 1939 года кладбище Копли упоминается как кладбище Нигулисте-Олевисте (эст. Niguliste-Oleviste surnuaed). 
В 1950 году кладбище было закрыто советскими властями и в 1951 году ликвидировано.

## Создание парка
В советское время на территории бывшего кладбища располагался Коплиский парк развлечений (эст. Kopli lõbustuspark). В 1972 году Дирекцией парков отдыха при исполкомоме Таллинского городского Совета народных депутатов на эстонском и русском языках была издана ознакомительная брошюра «Парк Копли».
6 мая 2004 года распоряжением Правительства Эстонии включён в перечень охраняемых парков Таллина. В 2006 году в парке были проведены работы по благоустройству его территории. 
3 августа 2017 года состоялось официальное открытие парка кладбища Копли после завершения капитальных работ по его благоустройству и обновлению. Были приведены в порядок дороги парка, отремонтирована лестница на центральной дорожке. В парке установили 27 новых скамеек и 17 новых мусорных баков. Одной из самых масштабных работ был ремонт и очистка фонтана, служащего мемориалом. Также был отремонтирован забор и установлены информационные стенды, знакомящие с историей парка. Стоимость работ составила 90 000 евро. В сентябре 2017 года была отремонтирована детская площадка на окраине парка.
Среди редких деревьев в парке в качестве старых экземпляров растут сосна белая и вяз обыкновенный сорта Pendula, это единственный экземпляр, растущий в Таллине. В парке также произрастают кедровая сосна европейская и сибирская.

### Мемориал
В апреле 2003 года Таллинский департамент культурного наследия провёл конкурс идей на создание мемориала в парке кладбища Копли. Победителем конкурса стала работа молодых архитекторов Индрека Пейла и Сийри Валлнер. Возведение мемориала было завершено 31 декабря 2003 года. Стоимость строительных работ составила около 2 миллионов крон (130 тысяч евро).
Мемориал возведён в центре парка Копли, на немного возвышенной площадке. Он представляет собой водопад, извергающийся внутрь квадратного водяного поля размером 16×16 метров через нишу размером 1,2×2,4 метра. Ниша облицована пластиной из нержавеющей стали толщиной 2 миллиметра, которая одновременно выполняет функцию водопроводной трубы. В тихую погоду поверхность воды почти гладкая и отражает окружающую среду. В штормовую погоду вода переливается через край водяного поля на тротуар рядом с мемориалом. Весной вода в бассейне прозрачная и хорошо видно его тёмное дно. Ранней осенью бассейн напоминает чёрный бездонный пруд, куда каждый день падают листья. В темноте спрятанные на дне фонари освещают воду так, что водопад светится изнутри. Оранжевый свет лампы накаливания напоминает тлеющие угли. Перед зимой фонтан опорожняется, и на бетоне высыхают углубления — очертания человеческих фигур.

### Часовня святого Георгия
С инициативой восстановить на кладбище снесённую советскими властями часовню святого Георгия выступили жители Таллина. Идею поддержала православная церковь, а также городские власти.
27 января 2022 года состоялась закладка краеугольного камня восстанавливаемой по сохранившимся чертежам часовни святого Георгия в память о воинах Северо-Западной армии. Церемония освящения восстановленной часовни была проведена 16 декабря 2022 года. На часовне установлен целиком отлитый купол весом около 3,2 тонны. На своё место в часовне вернулась отреставрированная в 2013 году икона великомученика Георгия Победоносца. Стоимость строительных работ составила 530 000 евро.

## Галерея

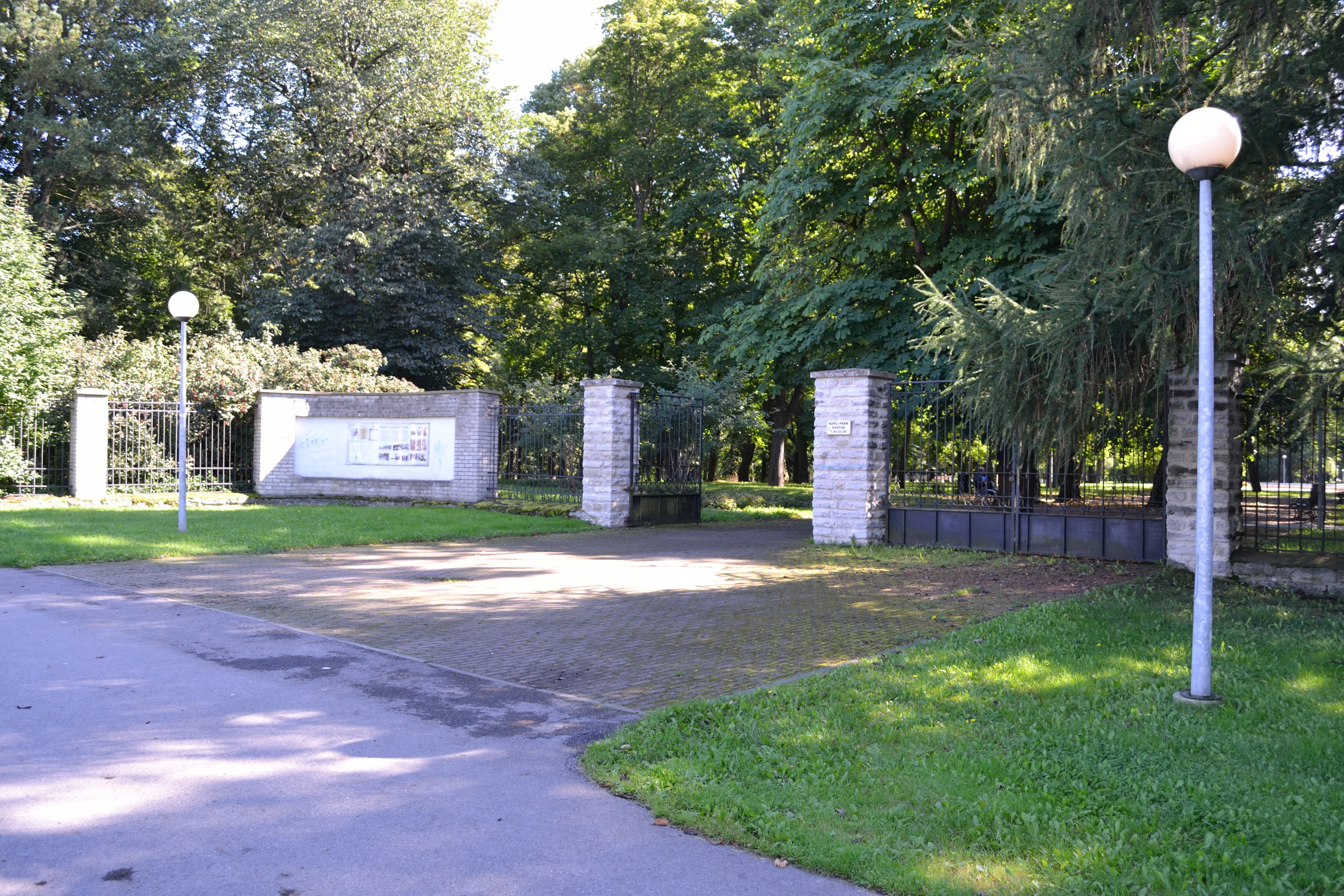
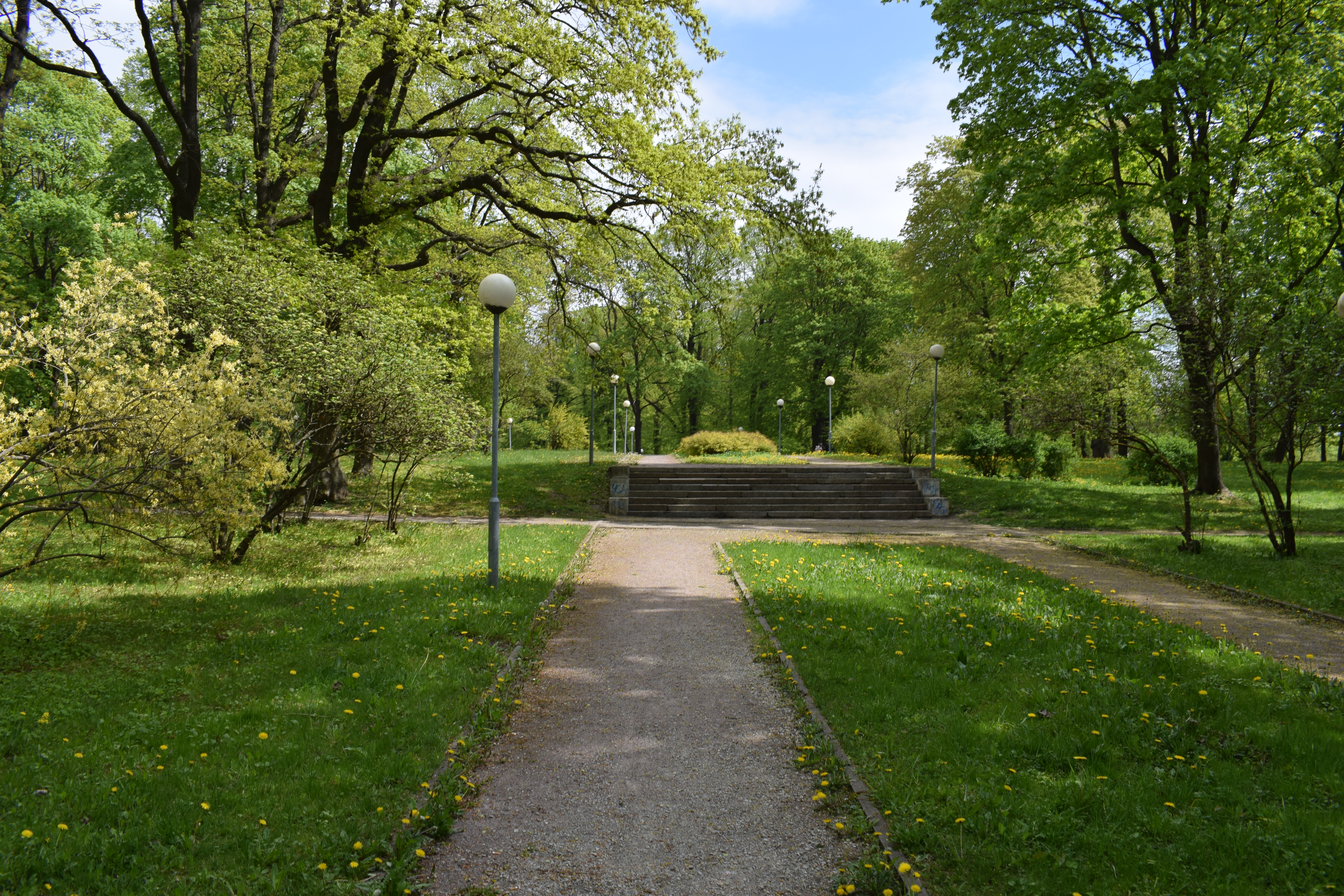
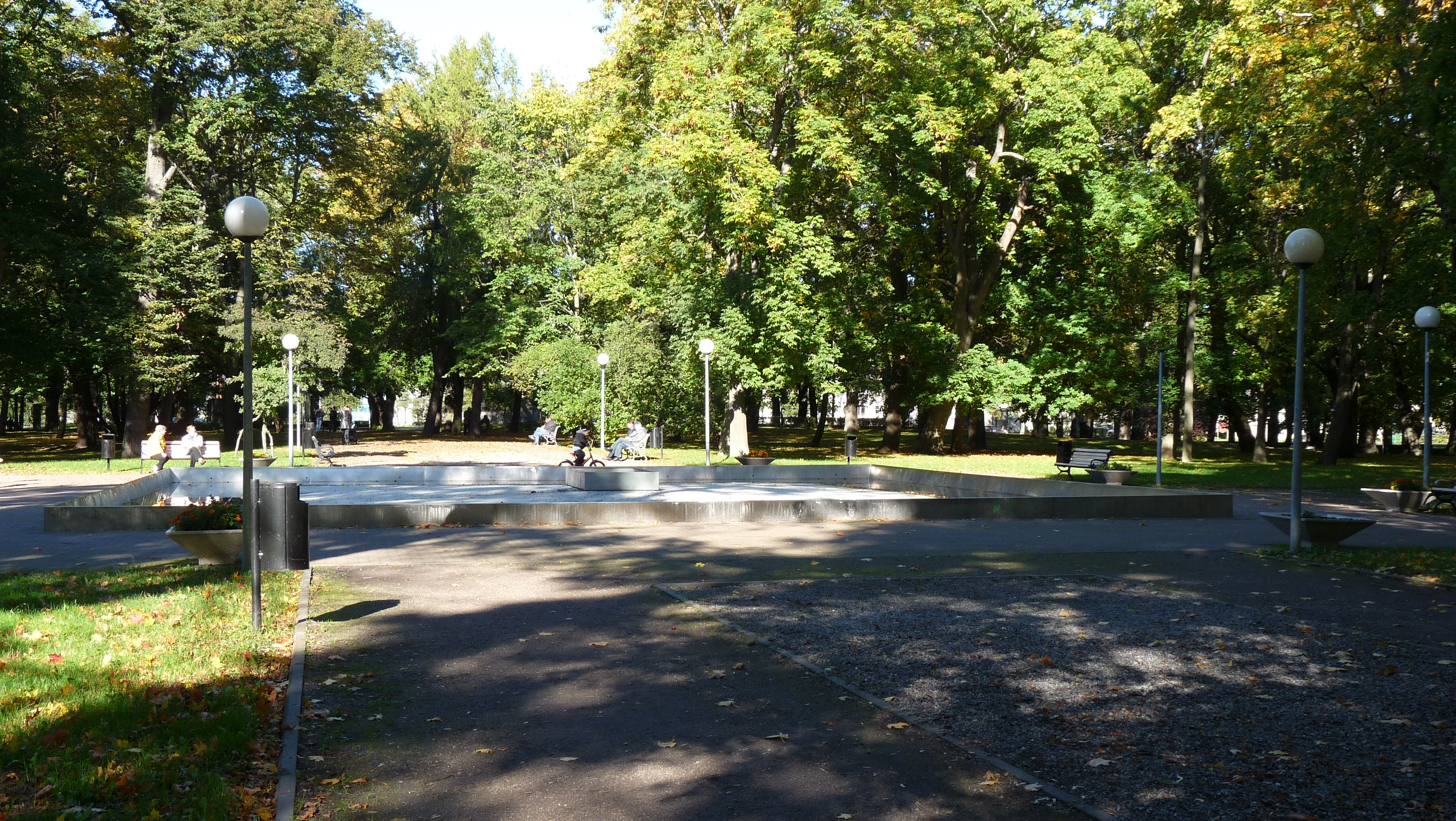
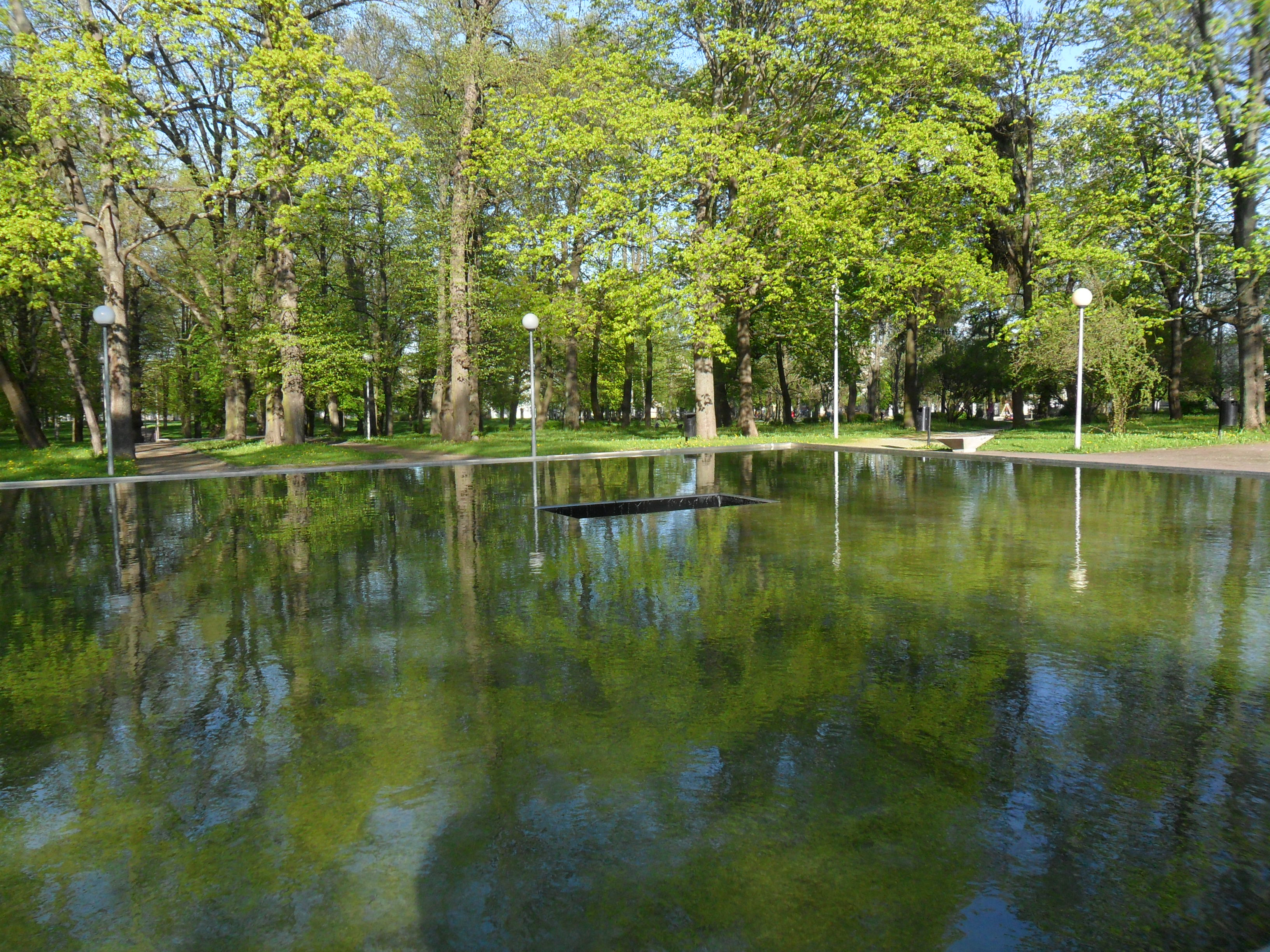
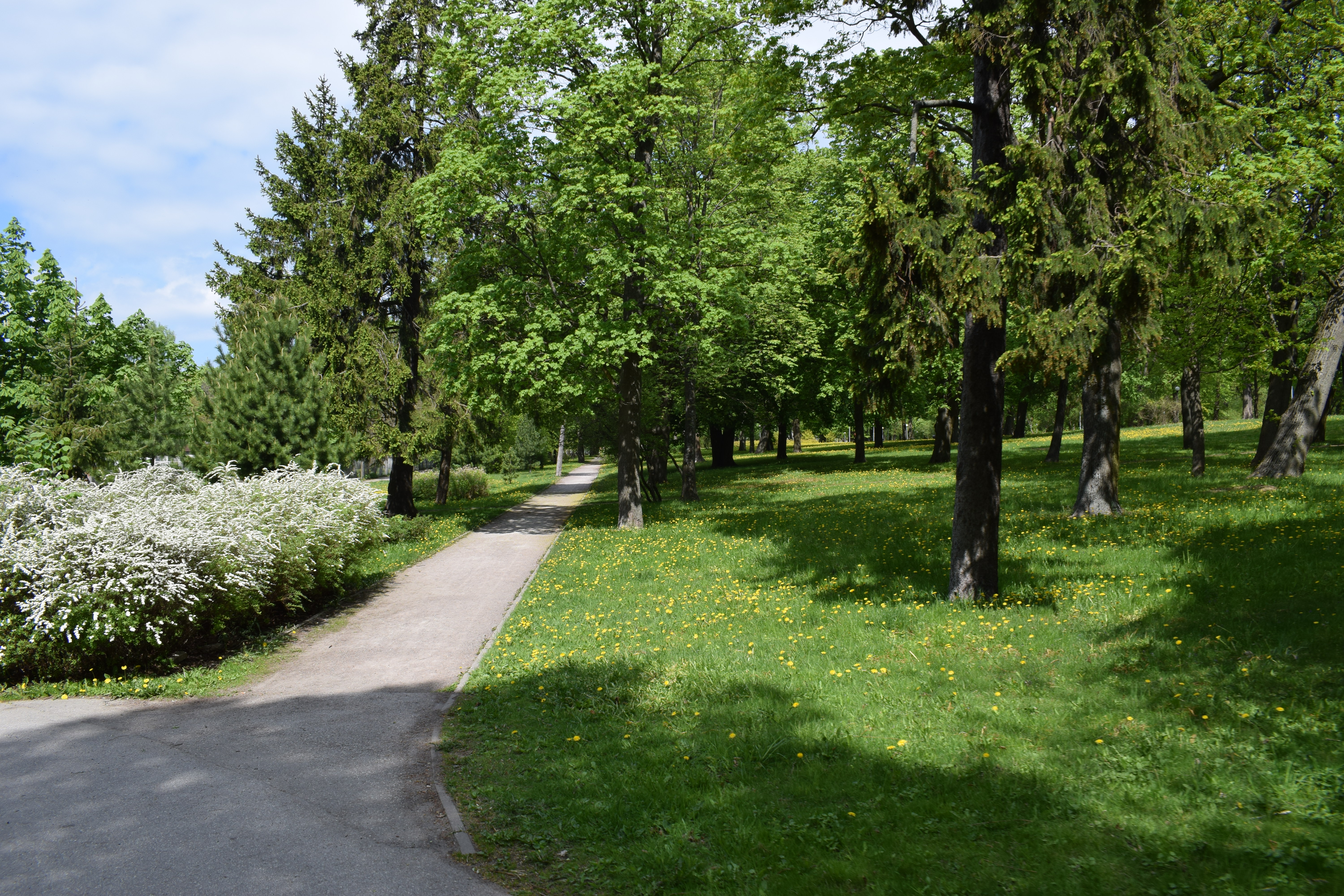
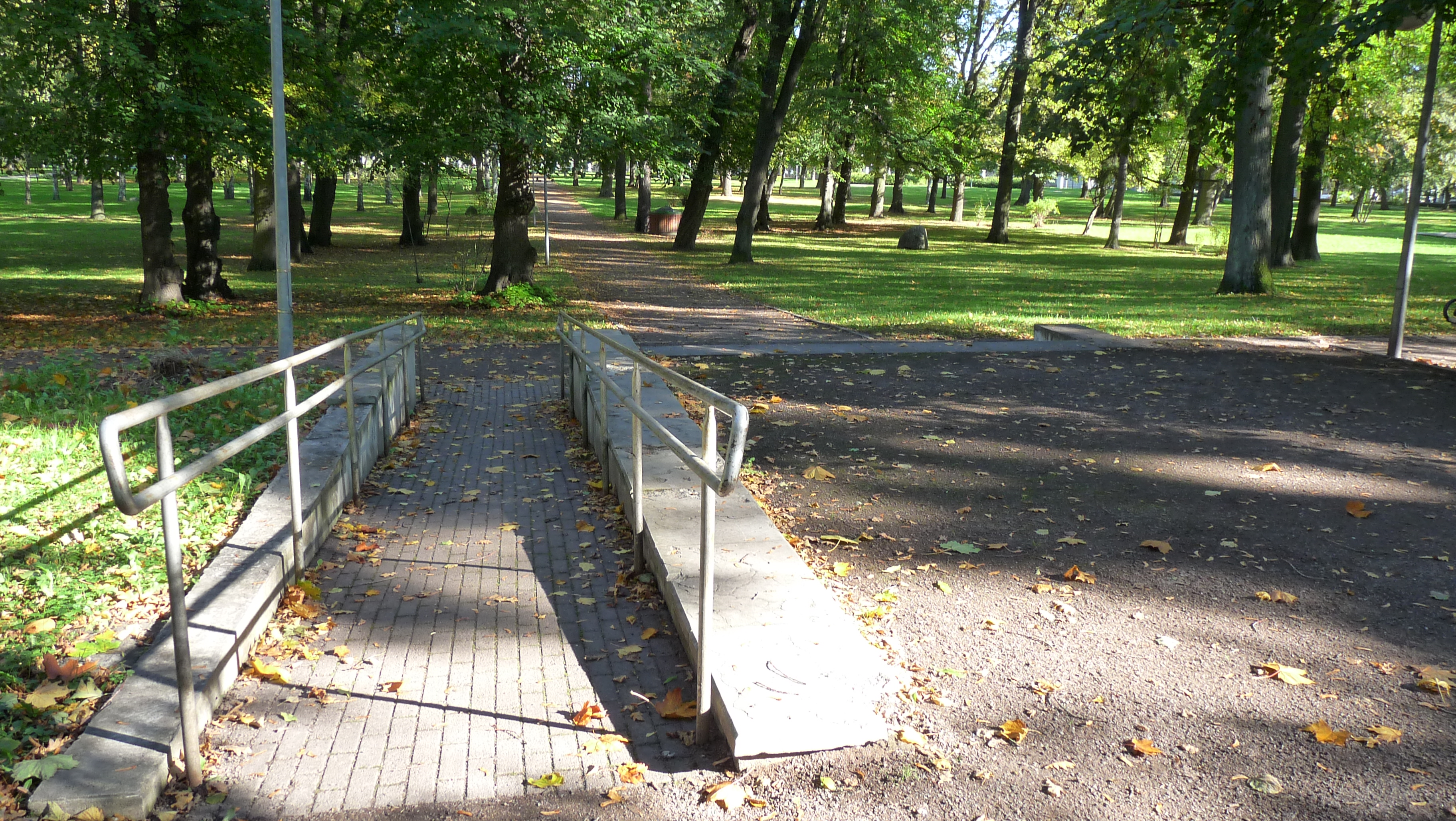
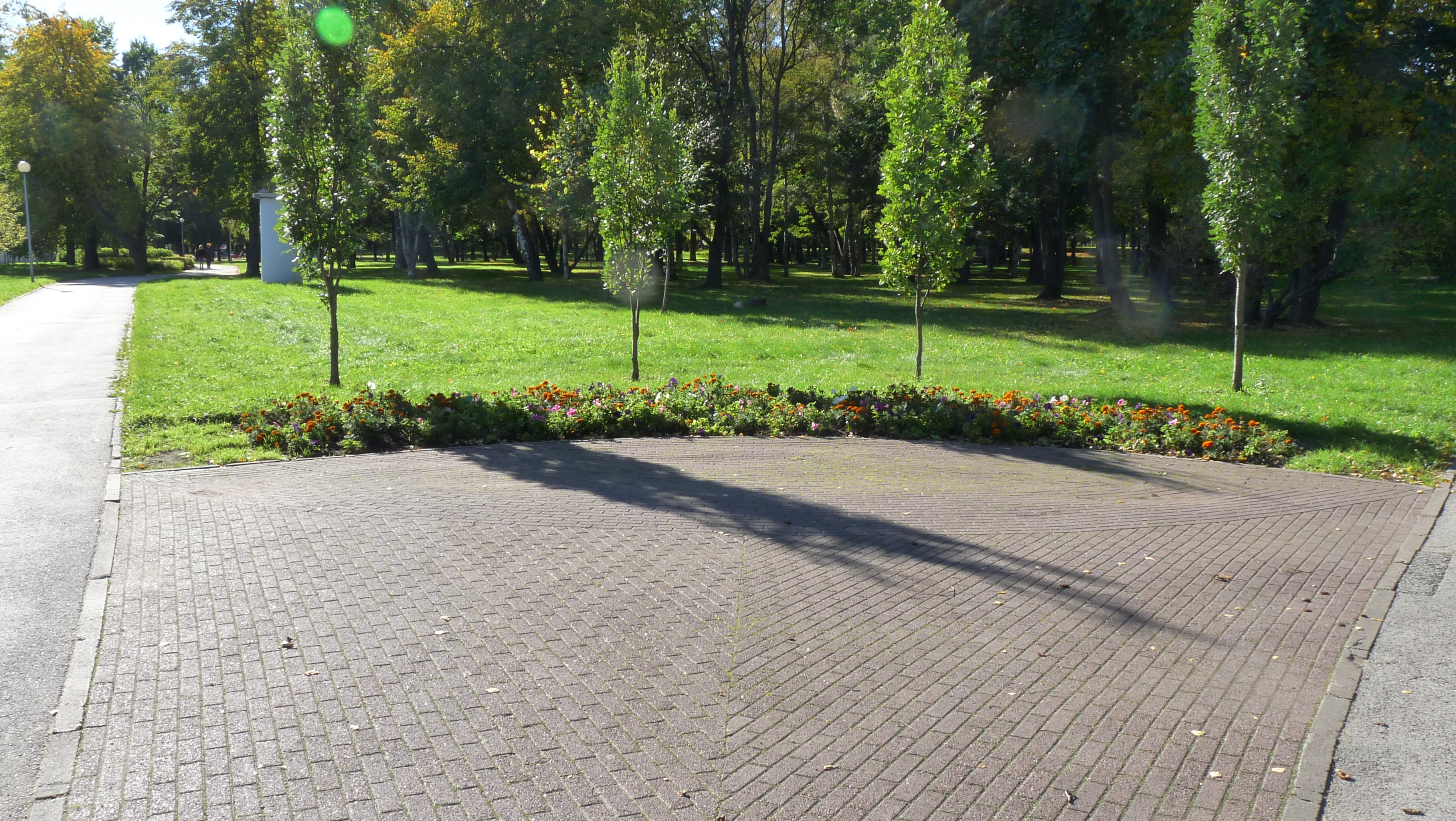
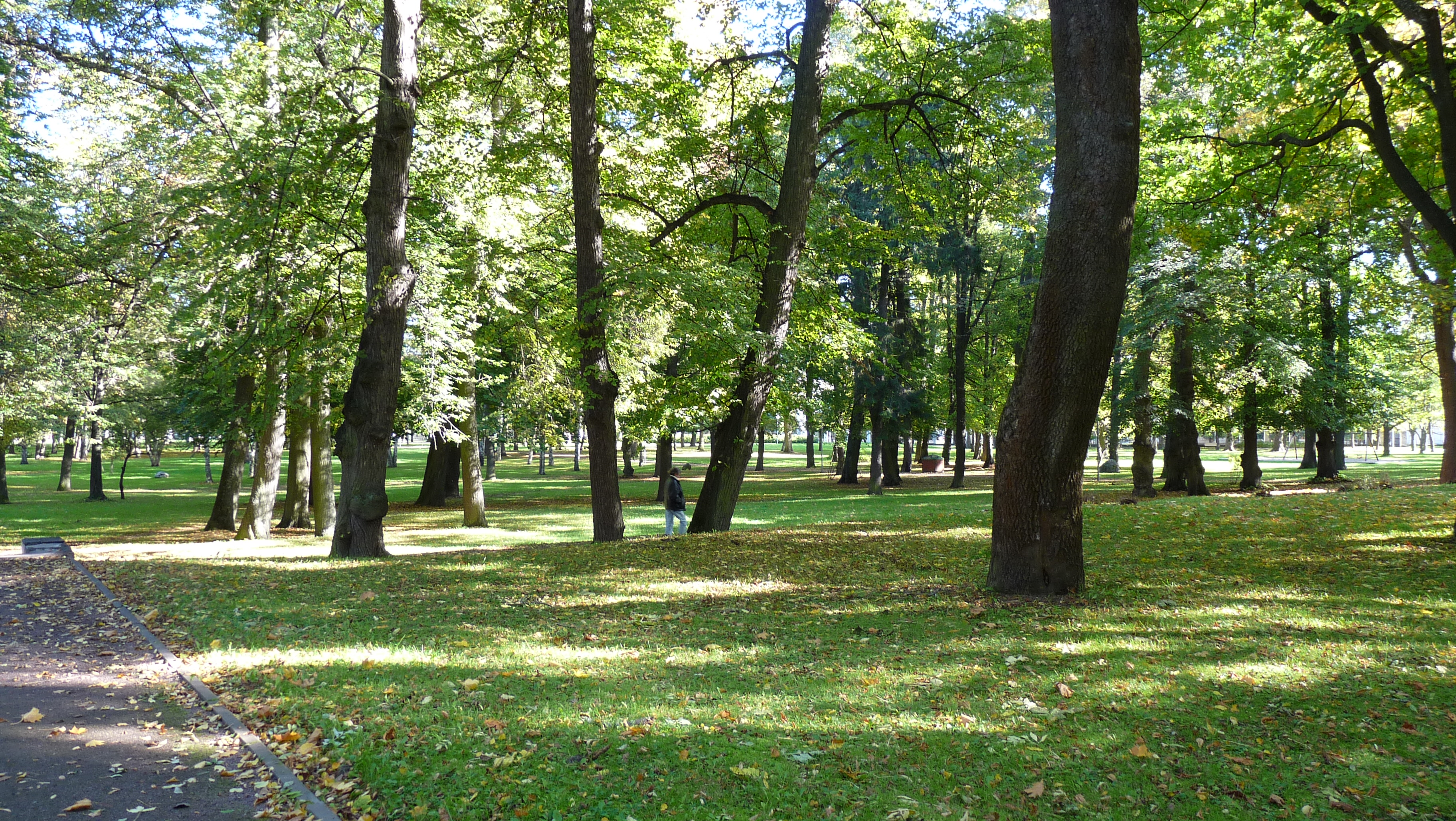